# Maximin Giraud
Pierre Maximin Giraud, lidově Mémin (26. srpna 1835, Corps, Francie – 15. prosince 1875, tamtéž) byl francouzský člen armádního sboru Papal Zouaves k ochraně papežského státu a společně s Mélanií Calvatovou vizionář mariánského zjevení v La Salettě, které se odehrálo v 15 hodin 19. září 1846.

## Osobní život

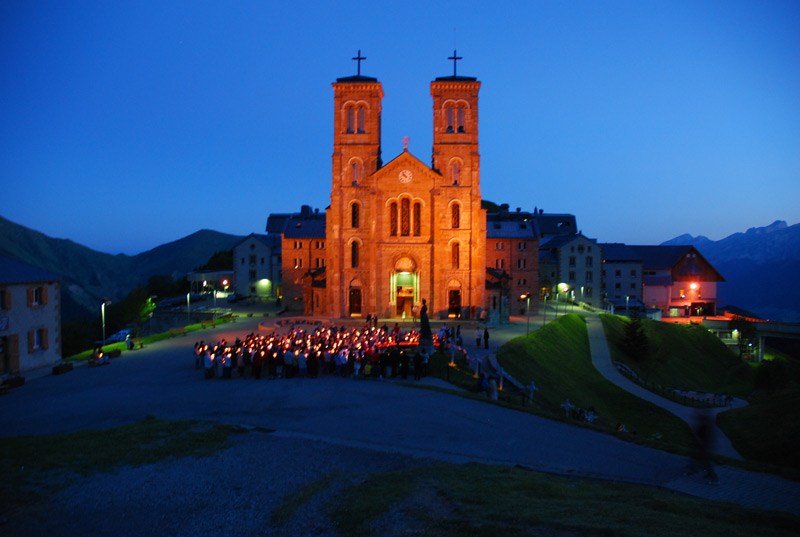
Bazilika v La Salettě, místo mariánského zjevení.

Narodil v Corpsu 26. srpna 1835. Z tohoto kraje pocházela také jeho matka Anna Marie Templierová, zatímco otec Gemin Giraud se přistěhoval ze sousedního kantonu. Když mu bylo sedmnáct měsíců, matka zemřela. Zanechala po sobě také jeho sestru, osmiletou Angeliku. Pan Giraud se rychle oženil podruhé. Maximin byl však ponechán sobě samému.
Během zjevení, ve chvíli, když se mu zjevila Panna Marie a obrátila s tajemstvím na Mélanii, nevydržel v klidu. „Ani jeden se jí nedotknul,“ omlouval se potom vyšetřující komisi.
Neměl lehké dětství. Během tří let po zjevení přišel o bratra Jana Františka, nevlastní matku Marii Courtovou i otce. O jeho výchovu se potom staral strýc Templier s manželkou. Ve škole byl průměrný. Frekventované byly návštěvy poutníků, diváků, redaktorů, kteří přesně nevěděli, jak se mají chovat k vizionářům. Jedni se jim posmívali, ostatní je začali zbožňovat. Pár příznivců syna Ludvíka XVI. jej chtělo využít ke svým politickým cílům. Když však pocítil z jejich strany neupřímnost, začal jim povídat o zjevení nesmysly, což mělo později velký vliv při zkoumání pravdivosti zjevení.Aby bylo posouzeno, zda mluví pravdu, byl odveden k faráři z Arsu, a to i přes nesouhlas biskupa a faráře z Corpsu. Svatý probošt z Arsu se s ním setkal jen dvakrát, a to v průběhu dopoledne 25. září 1850. Výsledkem Maximinova chování bylo, že komise měla další potíže s přijetím zjevení a farářovi zůstaly v nejbližších let pochybnosti. Sám Maximin vždy později opakoval, že v sobě nikdy nezapřel, že viděl Pannu Marii, ale ještě dlouho měl problémy s vysvětlením svého chování.
Z malého semináře v Grenoblu (Le Rondel) odjel do Grande Chartreuse, z proboštství Seyssin poté do Říma. Z Dax i Aire-sur-Adour do Vesinet a pak z Tonnerre do Petit Jouy en Josas u Versálu a dále do Paříže. Byl bohoslovcem, zaměstnancem hospice, studentem medicíny bez úspěchu při zkouškách. Pracoval v lékárně, byl papežským vojákem v Římě – po šesti měsících se však vrátil do Paříže. Deník Ler Vie Parisienne útočil na zjevení v La Salettě a zároveň na vizionáře. V následném soudním líčení uspěl a deník musel napsat celou pravdu o události týkající se zjevení. Maximim v roce 1866 vydal knihu „Moje vyznání víry ve zjevení v La Salettě“.

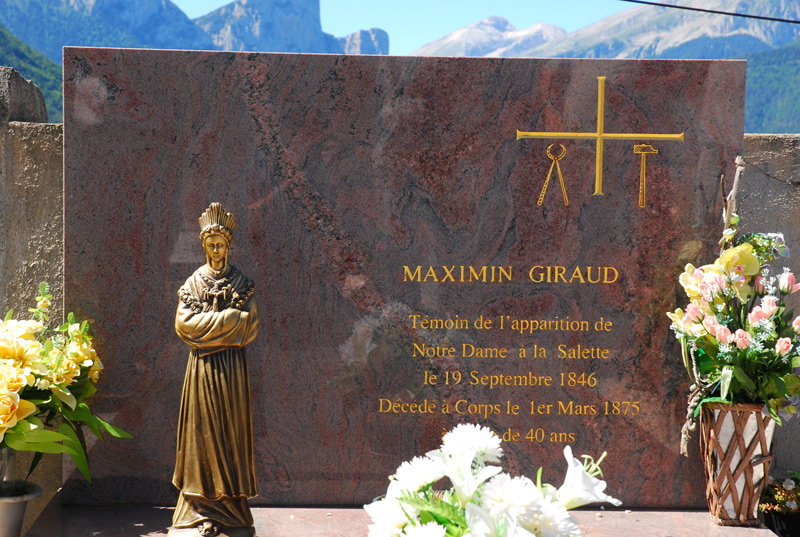
Hrob Maximina Girauda na hřbitově v Corpsu.

Později souhlasil s účastí ve společnosti vyrábějící a prodávající likéry. Majitel chtěl využít jeho popularitu ke zvýšení prodeje alkoholu. Jak se ukázalo, jednalo se o další podvod.
V závěru života se usadil v Corpsu u svých známých, manželů Jourdainových. Všichni žili ve velmi skromných podmínkách, pomoc jim poskytovali kněží působící na hoře La Saletta a z grenobelského biskupství. V listopadu roku 1874 se vydal pěšky s poutníky na místo zjevení. Před shromážděním lidí zde naposledy převyprávěl poselství, které opakoval za svůj život mnohokrát. 2. února 1875 navštívil naposledy farní kostel ke svátosti smíření. Přijal Tělo Páně, vypil trochu vody z pramenu v místě zjevení a po pěti minutách zemřel. Nebylo mu ani čtyřicet let.
Je pohřbený na hřbitově v Corpsu, ale jeho srdce se nachází ve zdi baziliky na La Salettě. Taková byla jeho poslední vůle. Před smrtí pronesl poselství:
„Pevně věřím i za cenu mučednictví ve zjevení Nejsvětější Panny Marie na svaté hoře La Saletta 19. září roku 1846, zjevení, které jsem hlásal slovy, psaním a obětí… Odevzdávám své srdce Matce Boží na La Salettě."
Maximin Giraud